# Каптерев, Андрей Игоревич
Андрей Игоревич Каптерев (1 июня 1956, Москва, СССР) — советский и российский специалист по информатизации социальной сферы, преподаватель, Доктор педагогических наук (1995), Доктор социологических наук (2005),  профессор (1998), Член-корреспондент (1996) и действительный член Международной Академии информатизации (2002).

## Биография
Отец – Каптерев Игорь Борисович (1932-1989), инженер-механик,  работал преподавателем в системе среднего профессионального образования г.Москвы. Мать – Каптерева (в девичестве – Денисьева) Зоя Витальевна (1928-2013), библиотековед, работала преподавателем в системе среднего профессионального образования г.Москвы.
В 1971-1973 гг. обучался в экономико-математической школе при экономическом факультете МГУ. Получил свидетельство об окончании.
После окончания общеобразовательной школы № 369 г. Москвы в 1973 г. поступил в Московский государственный институт культуры, который закончил в 1977 г. по специальности «библиотековедение и библиография» с отличием.
В 1977-1979 гг. проходил действительную службу в рядах Вооруженных Сил СССР. Через год получил звание ст.лейтенанта запаса.
С 1979 по 1982 гг. работал в Управлении библиотек Министерства культуры Российской Федерации в должности инспектора.
В 1982 г. поступил в заочную аспирантуру, а в 1983-1984 гг. обучался в очной аспирантуре Московского государственного университета культуры и искусств (МГУКИ).
С января 1985 г. приступил к работе в должности преподавателя МГУКИ. В 1986 г. защитил кандидатскую диссертацию, а в 1995 г. – докторскую диссертацию по педагогическим наукам. В 1990-1997 гг. работал директором по информационному обеспечению Социально-инновационного центра. В 1998 г. работал специалистом в УВК № 1800 г.Москвы.
С сентября 1998 г. по январь 2019 г. работал в ОУП ВО «Академия труда и социальных отношений» на должностях: профессора, зав.кафедрой, зам.директора института международных образовательных и исследовательских программ, главного специалиста, главного научного сотрудника.
В 2005 г. защитил вторую докторскую диссертацию по социологии управления (22.00.08). В настоящее время работает профессором Московского городского педагогического университета и главным научным сотрудником Российской государственной библиотеки.
Профессиональный интерес – управление знаниями на различных уровнях социума, информатизация образования.

## Научные работы
Автор свыше 400 научных и учебно-методических работ, в т.ч. 18  монографий.